# Decreto 29.337/49
El decreto n.º 29 337/49 es un decreto presidencial firmado en 1949 durante el primer gobierno de Juan Domingo Perón que estableció la gratuidad de la educación universitaria. El 22 de noviembre se celebra el «Día Nacional de la Gratuidad de la Enseñanza Universitaria« en homenaje a la fecha de publicación del decreto.

## Contenido
El decreto cuenta con cuatro artículos en los que se dispone la suspensión del cobro de los aranceles universitarios correspondientes a 1949 y se insta al Ministerio de Hacienda a asegurar fondos para que la situación económica de las universidades no se vea perjudicada. La suspensión rija con retroactividad al 20 de junio de 1949. La gratuidad fue incluida posteriormente en el Segundo Plan Quinquenal y en la Ley universitaria de 1954.
Fue redactado el 22 de noviembre de 1949 y posteriormente publicado en el Boletín Oficial de la República Argentina (BORA) el 1.º de diciembre del mismo año bajo el título «suspensión de aranceles universitarios».